# روملو

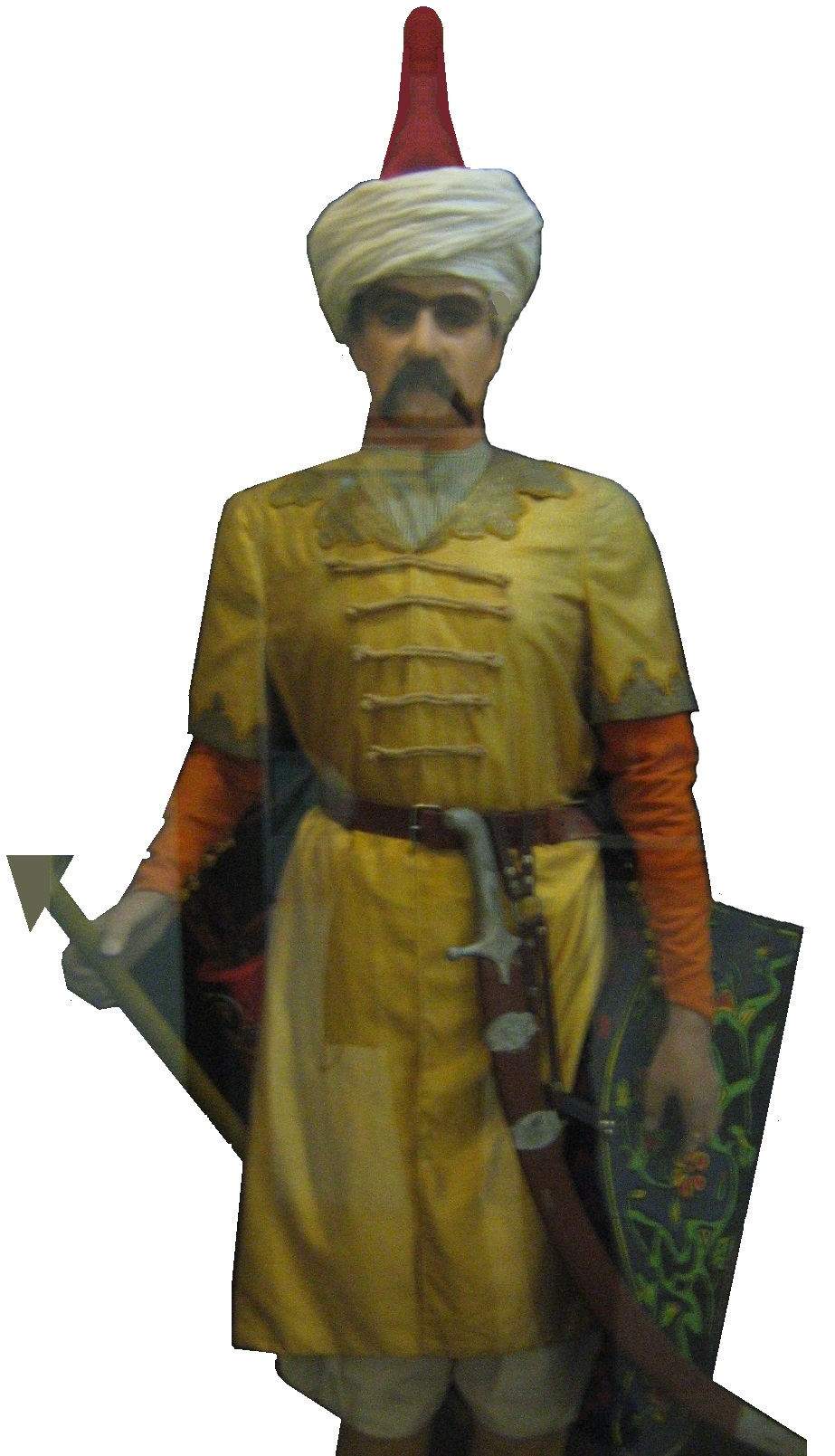
جنگجوی قزلباش (کاخ سعدآباد)

ایل روملو (Rūmlū) یکی از هفت ایل تُرکمان قزلباش بود که شاه اسماعیل صفوی به یاری آنها با شکست دادن آق‌قیونلوها در تبریز تاج‌گذاری کرد. نام روملو (=رومی) را از این رو بدانها داده بودند که پیش از کوچیدن به آذربایجان ایشان در آسیای کوچک که در میان ایرانیان روم خوانده می‌شد می‌زیسته‌اند. این ایل در دوران شاه اسماعیل همراه با شش ایل بزرگ تُرکمان (ایل افشار، ایل شاملو، ایل استاجلو، ایل ذوالقدر، ایل تکلو و ایل قاجار) از آناتولی عثمانی به ایران آمدند و پایه‌های شاهنشاهی صفوی را بنیاد گذاردند.
تیمور لنگ در برگشت از جنگ آنقره (سال ۱۴۰۲ میلادی / سال ۷۸۳ خورشیدی) و پیروزی بر بایزید اول سلطان عثمانی در گذر از اردبیل خواجه علی نوه شیخ صفی الدین اردبیلی و رهبر این طریقت صوفی را احضار کرد (سال ۱۴۰۴ م/ ۸۷۵ خ) و جامی زهرآلود به وی داد تا بنوشد، درویشان حاضر آهنگ ذکر لا اله الا الله بلند کردند خواجه برخاست و به سماع با آن‌ها پیوست، حرارت حاصل زهر را به صورت عرق از بدنش خارج کردن تیمور متحیر گشت و مرید خواجه شد، تیمور در اردبیل روستاهایی را خرید و وقف زیارتگاه شیخ صفی کرد و اسرای جنگی را به خواجه داد، خواجه آن‌ها را آزاد کرد و آن‌ها در اردبیل منزل گزیدند، اعقاب آن‌ها به عنوان صوفیان روملو شناخته شدند.

## مشاهیر طایفه
1. دیوسلطان روملو امیر الامرا در زمان شاه طهماسب که قبل از آن این سمت برای استاجلو بود که باعث درگیری او با استاجلو و قاجار شد.
2. بادنجان سلطان روملو فرماندار اردبیل که به دست استاجلوها در تسخیر اردبیل کشته شد.